# Petro Oros
Petro Pawło Oros (ukr. Петро Павло Орос) (ur. 14 lipca 1917 w Biri, zm. 27 sierpnia 1953 w miejscowości Zariczczia) – duchowny Rusińskiej Cerkwi Greckokatolickiej, od 1944 tajny biskup pomocniczy eparchii mukaczewskiej, męczennik, Czcigodny Sługa Boży Kościoła katolickiego.
Urodził się w Biri na Węgrzech w 1917 roku w rodzinie duchownego greckokatolickiego. W wieku 2 lat stracił ojca, natomiast, gdy miał 9 lat zmarła mu matka.
W latach 1937–1942 studiował w Seminarium Duchownym w Użhorodzie. 26 czerwca 1942 roku otrzymał święcenia kapłańskie jako celibatariusz.
19 grudnia 1944 roku biskup Teodor Romża, późniejszy błogosławiony potajemnie wyświęcił go na biskupa pomocniczego eparchii mukaczewskiej. 
27 sierpnia 1953, po odprawieniu przez niego tajnej Boskiej Liturgii został zastrzelony przez komunistów we wsi Zariczczia.
5 sierpnia 2022 roku papież Franciszek podpisał dekret uznający jego męczeństwo, co otwiera drogę do jego beatyfikacji. Początkowo datę ceremonii wyznaczono na 3 maja 2025 roku w Bilky, ale śmierć papieża Franciszka doprowadziła do zawieszenia beatyfikacji. Nowa data beatyfikacji ks. Piotra Orosa została wyznaczona na sobotę 27 września 2025. Uroczystość odbędzie się we wsi Bilky w powiecie Irszawa. Przewodniczył jej będzie legat papieski, kardynał Grzegorz Ryś.